# Drepanoplatynus gilleti
Drepanoplatynus gilleti là một loài bọ cánh cứng trong họ Bọ hung (Scarabaeidae).